# Václav Machek
Václav Machek (ur. 27 grudnia 1925 w Starým Mateřovie, zm. 1 listopada 2017) – czechosłowacki kolarz torowy, srebrny  medalista olimpijski.

## Kariera
Największe sukcesy w karierze Václav Machek osiągnął w 1956 roku, kiedy zdobył dwa medale podczas igrzysk olimpijskich w Melbourne. Wspólnie z Ladislavem Foučkiem zdobył srebrny medal w wyścigu tandemów, w finałowym wyścigu reprezentanci Czechosłowacji, ulegli jedynie ekipie Australii w składzie: Ian Browne i Tony Marchant. Był to jedyny medal wywalczony przez Macheka na międzynarodowej imprezie tej rangi oraz jego jedyny start olimpijski. Nigdy nie zdobył medalu na torowych mistrzostwach świata.